# Dolores Padierna Luna
María de los Dolores Padierna Luna más conocida como Dolores Padierna (Dolores Hidalgo, Guanajuato; 8 de mayo de 1958) es una política mexicana, miembro del partido Morena. Se desempeñó como jefa delegacional de Cuauhtémoc en el Distrito Federal (2000-2003); y como diputada federal por el VIII distrito del DF en las LVII y LIX Legislaturas. En 2007 fue elegida como titular de la Secretaría de Planeación y Desarrollo Institucional del PRD. Luego en 2011 fue elegida Secretaria General del Partido de la Revolución Democrática. En 2012 es electa senadora de la república por lista Nacional, para el periodo 2012-2018. El 2 de septiembre de 2017 renuncia al PRD y a la coordinación del grupo parlamentario del partido en el Senado para integrarse posteriormente a la bancada del Partido del Trabajo. Del 1 de septiembre de 2018- 1 de abril de 2021, fue diputada federal por el distrito 12 de la Ciudad de México, además ser la vicepresidenta primera de la Cámara de Diputados de 2018-2021.

## Trayectoria profesional

### Estudios y formación
Fue maestra normalista, así como docente en el Colegio de Bachilleres; y la Escuela Superior de Economía del Instituto Politécnico Nacional en donde dio clases durante 9 años. A sus veinte años ya era dirigente del Partido Mexicano de los Trabajadores (1978-1987). Posteriormente participó como activista en favor de las víctimas del sismo de 1985 en la Ciudad de México, fundando la Coordinadora Única de Damnificados.
También fue fundadora de la Coordinadora Nacional de los Trabajadores de la Educación, la Coordinadora de Mujeres Benita Galeana; la Coordinadora de Comedores Populares; la de Tiendas Populares y la de Mujeres por la Democracia; la Red de Mujeres Contra la Violencia, así como la Unión de Vecinos de la Colonia Centro; el Pacto Contra el Hambre; los Comités de Nutrición de Barrios y Vecindades, y la Asociación Vecinos y Amigos del Centro Histórico; es integrante e impulsora de los Talleres de Salud para la Mujer.

## Carrera política

### Asamblea de Representantes del Distrito Federal. Primera Legislatura (1994-1997)
Fungió como coordinadora de la fracción del PRD y fue integrante de las comisión de Gobierno, comisión de Derechos Humanos, comisión de Fomento Económico, comisión de Población y Desarrollo, comisión de Presupuesto y Cuenta Pública; y de la comisión Plural de Seguimiento sobre el asunto de Ruta 100, promovió el “Primer Marco Jurídico del Gobierno del Distrito Federal”.
Su trabajo legislativo se caracterizó por mantener una postura crítica ante la administración de Óscar Espinosa Villarreal, militante del Partido Revolucionario Institucional (PRI) y Jefe del entonces Departamento del Distrito Federal (1994 a 1997).
Mantuvo un perfil de oposición ante el contexto de la crisis económica de México de 1994 y la política económica neoliberal implementada por el presidente Ernesto Zedillo, quien posteriormente impulsó el polémico rescate de la banca privada a través de la deuda pública (Fobaproa).
Su posición fue constante en contra de la privatización de servicios públicos en el entonces Distrito Federal (D.F.) como: el agua, la recolección de basura y el transporte público; en este último rubro se pronunció contra la aprobación de la Ley de Transporte del Distrito Federal, argumentando ineficiencia, incremento unilateral de las tarifas del servicio y en general encarecimiento de la vida en la Ciudad a partir de las concesiones.

### Cámara de Diputados del H. Congreso de la Unión. LIX Legislatura 1997-2000
En el 2000 fue una de las principales opositoras del rescate bancario y escribió el libro “La historia oculta del Fobaproa”; dicha postura la expresó y la mantuvo durante su participación como integrante de la Comisión Especial de Investigación sobre el Instituto para la Protección al Ahorro Bancario (IPAB), debido al costo fiscal que representó y representa para el erario público, así como las constantes irregularidades del papel de esta institución. En este sentido se pronunció por castigar a quienes se aprovecharon de este proceso.
Solicitó al IPAB disminuir el costo fiscal del rescate bancario, dado que las sobretasas autorizadas aumentaron la deuda pública y elevaron el costo fiscal del rescate bancario lo cual contraviene los objetivos señalados en la Ley el Instituto de Protección al Ahorro Bancario.
También, denunció el exceso de liquidez de la banca comercial, un fenómeno derivado de las decisiones tomadas en 1996 con las Afores y en 1998 con el IPAB, que lejos de apoyar los esfuerzos de inversión productiva, la banca optó por colocar los recursos en papel especulativo.
“Hace ya varios años, desde el crisis de 1994-1995 en que la banca no participa en forma significativa en los esfuerzos de financiamiento del crecimiento del país. Tenemos una banca parasitaria y especulativa”.
Como integrante de la Comisión de Energía, denunció la falta de reinversión en Pemex, cuyos ingresos (65%) se destinaron al pago de impuestos, mismos que ocuparon en detrimento del crecimiento de la obra pública y de la creación de bienes de capital, del mantenimiento, ampliación y modernización de la paraestatal, según la entonces legisladora.
Ante la situación económica de México, se pronunció por elaborar la propuesta de presupuesto anual con criterios de austeridad, que liberaran recursos para satisfacer necesidades urgentes en materia social y productiva.
También a las altas remuneraciones que se adjudican muchos funcionarios públicos como gobernadores, magistrados electorales (bonos de productividad por casi 200 mil pesos), secretarios, subsecretarios, directores generales; así como las altísimas pensiones vitalicias a los expresidentes de la República y diputados locales que en ocasiones ganan más que los federales.
Planteó eliminar los gastos superfluos o innecesarios para liberar montos presupuestales para satisfacer necesidades urgentes en materia social y productiva.

### Delegación Cuauhtémoc 2000-2003
Durante el periodo 2000-2003, se desempeñó como Jefa Delegacional de Cuauhtémoc, tras ganar con el Partido de la Revolución Democrática (PRD).

### Cámara de Diputados del H. Congreso de la Unión. LIX Legislatura 2003-2006
En la LIX Legislatura, por segunda ocasión se desempeñó como diputada federal (2003-2006), ejerció como secretaria de la Comisión de Vigilancia de la Auditoría Superior de la Federación, llevando a cabo una asidua labor para lograr un proceso de fiscalización en torno a la administración del Gobierno Federal.
Fue Secretaria de las comisiones de Hacienda y Crédito Público, y Vigilancia de la Auditoría Superior de la Federación. Integrante de las comisiones de Energía, Distrito Federal y Especial de investigación sobre el Instituto para la Protección al Ahorro Bancario, IPAB.
Además se desempeñó como Secretaria de Planeación y Desarrollo Institucional así como Integrante de la Comisión Política Nacional del Partido de la Revolución Democrática, cargos que dirigió entre 2007-2008

### Secretaria General del Partido de la Revolución Democrática (PRD) 2011
Entre 2011 y 2012, se desempeñó como Secretaria General del Partido de la Revolución Democrática, Junto a Jesús Zambrano Grijalva como Presidente Nacional del PRD.

### Senadora de la República. LXII y LXIII Legislaturas 2012-2018

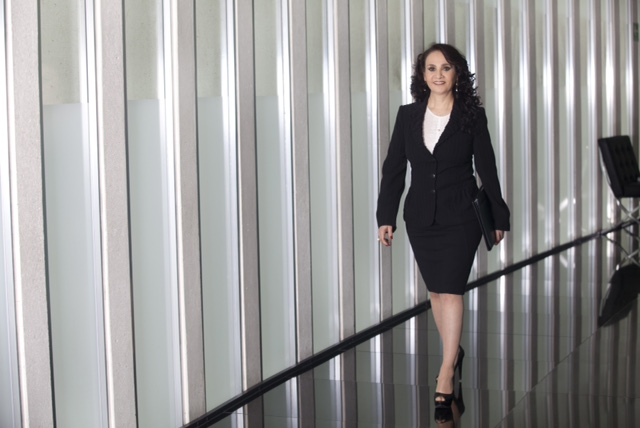
Senadora Dolores Padierna Luna

Dolores Padierna Luna fue Senadora de la República por las LXII y LXIII Legislaturas, integrante de las Comisiones de Hacienda y Crédito Público, Justicia, Relaciones Exteriores, Distrito Federal y Puntos Constitucionales. Fue Presidenta de la 3.ª Comisión de Hacienda en el Periodo Permanente de la LXII Legislatura.
Comisiones
- Integrante de la Comisión de Hacienda y Crédito Público
- Integrante de la Comisión de Justicia
- Integrante de la Comisión de Distrito Federal
- Integrante de la Comisión de Energía
- Secretaria de la Comisión Especial para atención y seguimiento del caso Oceanografía[11]

### Renuncia al PRD
El 2 de septiembre de 2017 Padierna confirmó su renuncia a 30 años de militancia en el Partido de la Revolución Democrática (PRD), en la cual fue fundadora, diputada federal, delegada en la Cuauhtémoc, senadora y constituyente de la Ciudad de México. Padierna, junto con el profesor René Bejarano, líderes del Movimiento Nacional por la Esperanza advirtieron que esta decisión se toma después de que el 78% de los líderes votaron por una alianza con Morena para las elecciones presidenciales de 2018 y sólo 6% votaron a favor de mantenerse junto con el Frente Amplio del PRD-PAN, que negociaba la dirigencia encabezada por la entonces presidenta nacional del partido Alejandra Barrales. Asimismo renunció como coordinadora de la bancada del PRD en el Senado, una fracción que disminuyó a sólo ocho legisladores después de la salida de un grupo de más de 11 encabezados por el entonces senador poblano Miguel Barbosa para unirse brevemente a la bancada del Partido del Trabajo. 
En 2017 Padierna se afilia al Movimiento Regeneración Nacional, y es electa diputada federal por el distrito 12 de la Ciudad de México para el periodo 2018-2021.

## Publicaciones
- Análisis de la situación económica, las finanzas y la deuda pública en México.

México: Grupo Parlamentario del PRD, Cámara de Diputados, LIX legislatura, 2005. | 351 pp
- La Historia Oculta del FOBAPROA.

México: Ediciones Biblioteca Plural, 2000. ISBN 970-92399-1-0 | 254 pp
- Función de la banca central en México.

México: Cámara de Diputados, LVII Legislatura, 1998. | 212 pp
- La doctrina Obama y América Latina, retos y soluciones desde la izquierda.

México: Cámara de Diputados, LVII Legislatura, 2013. | 212 pp
- La nueva tragedia de México: la reforma energética.

México: Nombres de la Historia - T.Hoy, 2015. | 256 pp